# Acsády Károly
Acsády Károly, névváltozata: Acsádi (Újpest, 1907. október 27. – Budapest, Újpest, 1962. február 11.) író, újságíró.

## Életpályája
Acsádi József és Koffler Matild Borbála fiaként született. 1926 és 1932 között telefongyári raktárosként dolgozott. Különböző lapokban jelentek meg novellái, versei, cikkei. Az 1930-as években a Kurír című újpesti riportlapot szerkesztette és a Budapestvidéki Újság belső munkatársa volt. A második világháború után gyári munkásként dolgozott, de továbbra is megjelentek cikkei, elsősorban a Színház és a Film Színház Irodalom című lapokban.
Felesége Nagy Mária volt, Nagy Antal és Vozár Judit lánya, akivel 1932. október 5-én Újpesten kötött házasságot.

## Főbb művei
- Újbor (versek, Újpest, 1930)
- Hotel de l'Avenir (kisregény, Újpest, 1931)
- Április (versek, Újpest, 1932)
- Patyolat utca 9. (Újpest, 1933)
- A pozsonyi táncosnő (kisregény, Újpest, 1934)
- Titkos bú (Dayka Gáborról, Újpest, 1935)
- Szemfödő (novellák, Újpest, 1936)
- Párizsi tánc (regény, Budapest, 1943)